# Donte Grantham
Donte Lamont Grantham (Martinsburg, Virginia Occidental, 19 de marzo de 1995) es un baloncestista estadounidense que pertenece a la plantilla del Bursaspor Basketbol de la BSL turca. Con 2,03 metros de estatura, juega en la posición de alero.

## Trayectoria deportiva

### Universidad
Jugó tres temporadas con los Tigers de la Universidad de Clemson, en las que promedió 9,6 puntos, 4,8 rebotes y 1,9 asistencias por partido.

### Profesional
Tras no ser elegido en el Draft de la NBA de 2018, en el mes de octubre fichó por los Oklahoma City Thunder, pero dos días después fue despedido, y recolocado en el filial de la G League, los Oklahoma City Blue.
El 28 de diciembre de 2018 firmó un contrato dual con los Thunder, que le permitió jugar también con los Blue. Debutó en la NBA el 7 de febrero de 2019, en un partido ante Memphis Grizzlies.
El 22 de julio de 2021 firmó con el Champagne Châlons-Reims de la LNB Pro A francesa.
El 11 de junio de 2022, firma por el SLUC Nancy de la Pro A francesa.
El 29 de julio de 2023 firmó con los London Lions de la British Basketball League.
El 23 de julio de 2024 fichó por el Bursaspor Basketbol de la Basketbol Süper Ligi (BSL) turca.

## Estadísticas de su carrera en la NBA

### Temporada regular
| Año     | Equipo        | PJ | PT | MPP | %TC  | %3P  | %TL | RPP | APP | ROB | TPP | PPP |
| ------- | ------------- | -- | -- | --- | ---- | ---- | --- | --- | --- | --- | --- | --- |
| 2018-19 | Oklahoma City | 3  | 0  | 0.7 | .000 | .000 | -   | .0  | .0  | .0  | .0  | 0.0 |
| Total   | Total         | 3  | 0  | 0.7 | .000 | .000 | -   | .0  | .0  | .0  | .0  | 0.0 |